# Natalia Esperón
Natalia del Carmen Esperón Alcocer (Ciudad de México, 14 de noviembre de 1974) es una actriz mexicana de televisión, teatro y cine.

## Biografía
Natalia Esperón se inició como modelo a los 13 años en diversos comerciales tanto impresos como televisivos. Más tarde participó en el certamen "La modelo del año" en 1993 a los 17 años de edad en donde concursó junto a la ahora top model Elsa Benítez.[cita requerida] Después comenzó a estudiar actuación en el Centro de Educación Artística de Televisa (CEA), donde participó en el concurso "La chica TV" concurso antecesor a Nuestra Belleza México organizado por Televisa en 1993, donde quedó en segundo lugar compitiendo con Galilea Montijo, Nora Salinas y Susana González.[cita requerida]
Antes de concluir sus estudios en el CEA  recibió su primera oportunidad en marzo de 1994, para protagonizar la telenovela Agujetas de color de rosa la cual la catapultó a la fama dado el gran éxito alcanzado. Esta novela duró más de un año al aire de abril de 1994 a mayo de 1995 y se transmitió con gran éxito en varios países de América Latina y también en Filipinas y España.
En 1995 se casó con el ejecutivo José Bastón, con quien tuvo tres hijos: Natalia, José Antonio y Mariana Bastón Esperón. [cita requerida]
En 1996 realizó una actuación especial en la telenovela de época La antorcha encendida. Ese mismo año incursionó en teatro, actuando en la obra Conexión sin hilos, al lado de Jorge Ortiz de Pinedo en 1997. Ese mismo año protagonizó la telenovela de comedia No tengo madre a lado de Eugenio Derbez.
En 1998 encabezó el elenco de la telenovela Rencor apasionado producción de Lucero Suárez en donde demostró sus grandes dotes histriónicas al personificar a una desquiciada Karina Rangel. Un año después protagoniza la telenovela Infantil El niño que vino del mar junto a Imanol Landeta y Enrique Ibáñez. Para el año 2000 realizó su quinto protagónico en la telenovela Por un beso donde interpreta un doble papel.
Esperón decide tomarse un tiempo para ella alejada de las cámaras, tiempo que aprovecha dedicándose a su familia y a sus asuntos personales, casi cinco años después regresa con un participación especial en la telenovela de 2005, La esposa virgen.
En abril de 2006, protagoniza el largometraje del cineasta Juan Pablo Villaseñor, Espérame en otro mundo, su primer intervención en el séptimo arte.
En 2008 realiza una participación especial en la película Cómo no te voy a querer del director Víctor Avelar ópera prima del Centro de Capacitación Cinematográfica. También en 2008 sorprendió al público al quitarse la imagen de niña buena personificando a la asesina "Claudia, cuchillera" en el fenómeno televisivo Mujeres asesinas de Pedro Torres. En 2009 realiza una actuación especial en la telenovela En nombre del amor.
En 2012 regresa a las telenovelas para encarnar el personaje estelar de Adriana Balvanera en Amores verdaderos. Luego de su participación en esta novela, se alejó una vez más de la actuación.[cita requerida]
Sin embargo, después de 10 años en dedicarse completamente a su familia, en 2022 anunció su regreso definitivo a la actuación, ya que extrañaba bastante actuar.

## Filmografía

### Televisión
| Año       | Título                       | Personaje                                          | Notas                           |
| --------- | ---------------------------- | -------------------------------------------------- | ------------------------------- |
| 1994-1995 | Agujetas de color de rosa    | Paola Armendares                                   | 299 episodios                   |
| 1996      | La antorcha encendida        | Luz Agustina de las Fuentes / María de las Fuentes | 45 episodios                    |
| 1996-2003 | Mujer, casos de la vida real | Varios personajes                                  | 25 episodios                    |
| 1997      | No tengo madre               | Abril Vasconcelos                                  | 40 episodios                    |
| 1998      | Rencor apasionado            | Karina Rangel Rivera / Leonora Luján               | 60 episodios                    |
| 1999      | El niño que vino del mar     | Nisa Rodríguez Cáceres de Rivera                   | 95 episodios                    |
| 2000-2001 | Por un beso                  | Blanca Garza Robles / Azucena Garza                | 98 episodios                    |
| 2005      | La esposa virgen             | Blanca de la Fuente de Cruz                        | 65 episodios                    |
| 2008      | Mujeres asesinas             | Claudia Azuela                                     | Episodio: "Claudia, cuchillera" |
| 2009      | En nombre del amor           | Luz Laguillo                                       | 138 episodios                   |
| 2012-2013 | Amores verdaderos            | Adriana Balvanera                                  | 135 episodios                   |
| 2022      | Corazón guerrero             | Guadalupe García                                   | 120 episodios                   |
| 2023      | Tierra de esperanza          | Norma Jurado                                       | 60 episodios                    |
| 2024      | El ángel de Aurora           | Aurora Campero                                     | 136 episodios                   |

### Cine
| Año  | Título                  | Personaje  |
| ---- | ----------------------- | ---------- |
| 2006 | Espérame en otro mundo  | Marcela    |
| 2018 | Como no te voy a querer | Grisel     |
| 2009 | Locaido el héroe        | Lorenza    |
| 2009 | Cabeza de Buda          | Invitada 1 |

### Teatro
| Año  | Obra               |
| ---- | ------------------ |
| 1997 | Conexión sin hilos |

## Premios y nominaciones

### Premios TVyNovelas
| Año  | Categoría                 | Telenovela                | Resultado |
| ---- | ------------------------- | ------------------------- | --------- |
| 1995 | Mejor revelación femenina | Agujetas de color de rosa | Ganadora  |
| 2006 | Mejor actriz de reparto   | La esposa virgen          | Nominada  |
| 2014 | Mejor actriz coestelar    | Amores verdaderos         | Nominada  |

### Premios El Heraldo de México
| Año  | Categoría                      | Telenovela                | Resultado |
| ---- | ------------------------------ | ------------------------- | --------- |
| 1995 | Mejor revelación en televisión | Agujetas de color de rosa | Ganadora  |

### Premios Eres
| Año  | Categoría                       | Telenovela                | Resultado |
| ---- | ------------------------------- | ------------------------- | --------- |
| 1995 | Mejor lanzamiento en televisión | Agujetas de color de rosa | Ganadora  |

### Diosas de Plata
| Año  | Categoría           | Película               | Resultado |
| ---- | ------------------- | ---------------------- | --------- |
| 2009 | Revelación femenina | Espérame en otro mundo | Nominada  |